# Sydney Chapman

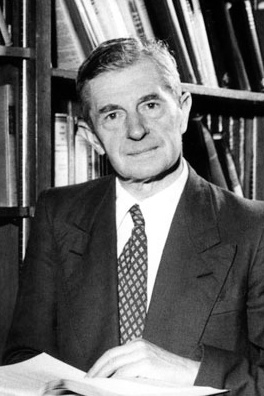
Sydney Chapman (etwa 1950)

Sydney Chapman (* 29. Januar 1888 in Eccles bei Manchester; † 16. Juni 1970 in Boulder, Vereinigte Staaten) war ein britischer Physiker, Astronom und Geophysiker.

## Leben und Wirken
Chapman wollte zunächst Ingenieur werden und studierte am Royal Technical Institute in Salford. Ab 1904 setzte er sein Studium mit einem Stipendium an der University of Manchester fort, wo er von Horace Lamb und John Edensor Littlewood in Mathematik unterrichtet wurde. Nach seinem Abschluss als Ingenieur studierte er Mathematik und gewann 1908 ein Stipendium für das Trinity College in Cambridge. Er forschte unter Godfrey Harold Hardy in Analysis und Larmor über kinetische Gastheorie. Nach seinem Abschluss 1910 wurde er Senior Assistant des Astronomer Royal Frank Dyson im Royal Greenwich Observatory. Für seine dort ausgeführten Arbeiten erhielt er 1913 den Smith-Preis. Da er sich weniger als beobachtender Astronom denn als Theoretiker sah, kehrte er 1914 als Lecturer nach Cambridge zurück, wo er auch während des Ersten Weltkriegs blieb (als religiöser Pazifist war er vom Wehrdienst freigestellt).
1919 wurde er als Nachfolger von Lamb Professor in Manchester und 1924 als Nachfolger von Alfred North Whitehead Professor für Mathematik am Imperial College London.
Während des Zweiten Weltkriegs arbeitete er für das Militär u. a. über Bombenzünder und Operations Research.
1946 wurde er Sedleian-Professor in Oxford und gleichzeitig Fellow am dortigen Queen’s College.
1953 ging er in den Ruhestand und war daraufhin als Gastwissenschaftler international tätig, hauptsächlich in Alaska und in Boulder in Colorado am High Altitude Observatory, aber auch in z. B. Kairo, Istanbul, Tokio, Prag, in der Sowjetunion.
Er war seit 1922 mit Katharine Steinthal verheiratet, mit der er eine Tochter und drei Söhne hatte.
Chapman ist für seine Beiträge zur kinetischen Gastheorie und zur Erforschung des terrestrischen (ab 1913) und interplanetarer Magnetfelder sowie der Ionosphäre bekannt. Er versuchte Veränderungen im Magnetfeld der Erde durch Gezeiteneffekte der Wirkung von Sonne und Mond zu erklären und stellte 1919 die erste Theorie über die Entstehung von Magnetstürmen auf. Von Chapman stammen auch wichtige Arbeiten zur Plasmaphysik.
Chapman stellte 1930 ein erstes reaktionskinetisches Modell für die Ozonschicht auf und leitete 1932 die Verteilung der Ionisation in der Ionosphäre unter der Annahme monochromatischer ionisierender Strahlung der Sonne ab. Nach ihm wurde die Chapman-Schicht benannt (Bakerian Lecture 1927).
Ab den 1910er Jahren entwickelte er in Wechselwirkung mit dem Schweden David Enskog eine Verallgemeinerung der kinetischen Gastheorie von Maxwell und Boltzmann auf dichte Gase. Er schrieb darüber 1939 ein Buch mit Thomas George Cowling (The mathematical theory of non-uniform gases).
Unabhängig von Andrei Nikolajewitsch Kolmogorow leitete er die Chapman-Kolmogorow-Gleichung her.

## Auszeichnungen
Chapman war seit 1919 Fellow der Londoner Royal Society, deren Royal Medal er 1934 und deren Copley-Medaille er 1964 erhielt. 1928 erhielt er den Adams-Preis für Arbeiten zum Erdmagnetismus. Von 1929 bis 1931 war er Präsident der London Mathematical Society, deren De-Morgan-Medaille er 1944 erhielt. Im Jahr 1936 wurde er zum Mitglied der Leopoldina gewählt, 1946 der National Academy of Sciences. Er wurde 1949 mit der Goldmedaille der Royal Astronomical Society ausgezeichnet. 1951 wurde er zum korrespondierenden Mitglied der Göttinger Akademie der Wissenschaften gewählt. Seit 1953 war er Fellow der Royal Society of Edinburgh. Er erhielt 1956 den internationalen Antonio-Feltrinelli-Preis und 1969 die Emil-Wiechert-Medaille der Deutschen Geophysikalischen Gesellschaft. 1957 war er Präsident der Spezialkommission für das Internationale Geophysikalische Jahr.
Die Chapman-Medaille, die seit 1973 von der Royal Astronomical Society verliehen wird, ist ihm zu Ehren benannt. Gleiches gilt für den Chapman Point, ein Kap in der Antarktis und den Mondkrater Chapman.